# Hajnówka

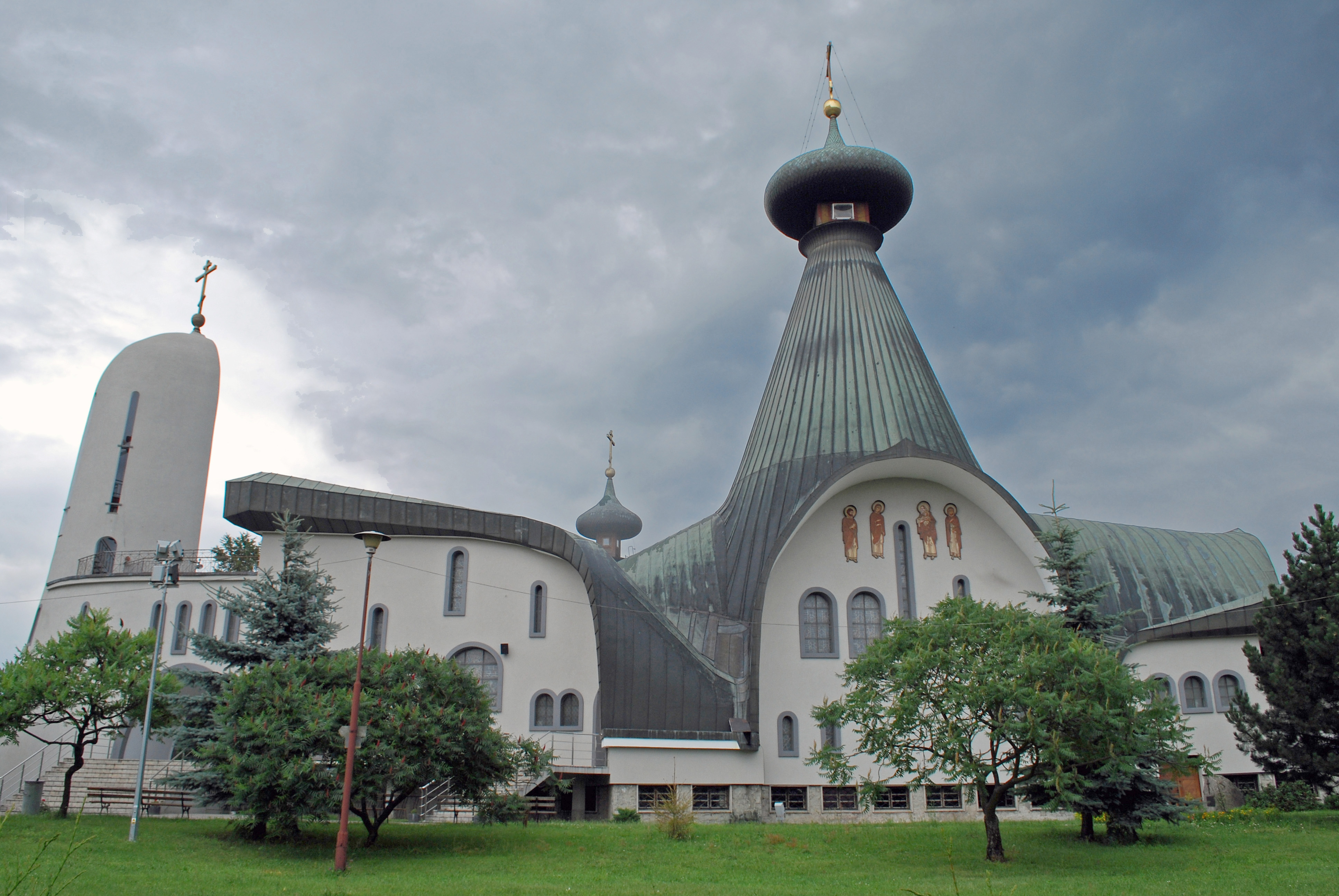
Heliga Treenighetens katedral.

Hajnówka är en stad belägen i nordöstra Polen med 21 442 invånare (2014). Staden är centralort i Hajnówka powiat. Staden är ett centrum för den östortodoxa kristendomen liksom för den vitryska kulturen. Den är också känd för närheten till Białowieżaskogen, det största urskogsområdet i Europa. Genom staden flyter floden Pravaja Ljasnaja. 